# Ålsø
Ålsø er en landsby ved Primærrute 15, 5 km syd for Grenaa på Djursland.
I den østlige udkant af Ålsø findes Ålsø Kirke.
Bebyggelsen har under tohundrede indbyggere. Ålsø har en folkeskole ved navn Mølleskolen med elever, ikke kun fra Ålsø men også fra Fuglsang i den sydlige del af Grenaa.
I 1682 havde Ålsø 12 gårde med i alt 565,0 tdr dyrket land skyldsat til 85,73 tdr hartkorn. Dyrkningsformen var græsmarksbrug. I midten af 1800-tallet havde Ålsø kirke, præstegård og skole.